# Leopold van Beieren (1943)

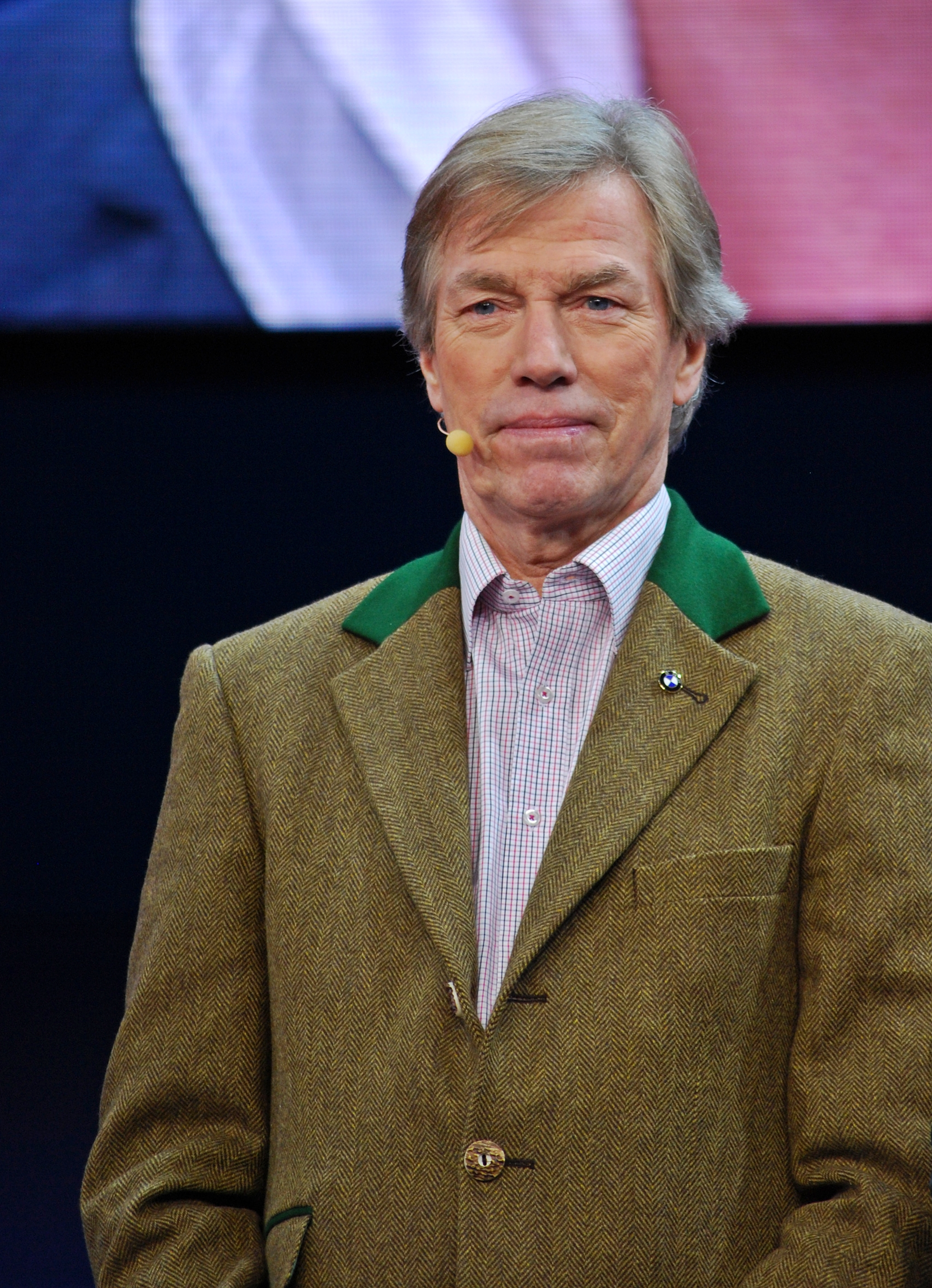
Leopold van Beieren

Leopold (Poldi) Rupprecht Lodewijk Ferdinand Adelbert Maria en Allerheiligen (Slot Umkirch, nabij Freiburg im Breisgau, 21 juni 1943) is een telg uit het huis Wittelsbach, het voormalige koningshuis van Beieren.
Leopold is de oudste zoon van prins Constantijn van Beieren en Maria Adelgonde van Hohenzollern-Sigmaringen, een kleindochter van de laatste regerend koning van Saksen Frederik August III. Toen hij zeven jaar oud was, scheidden zijn ouders. Hij werd vervolgens opgevoed bij zijn grootouders Frederik Victor van Hohenzollern-Sigmaringen en Margaretha Carola van Saksen. Als kind al ontwikkelde hij een liefde voor de autosport. Hij zou later aan verschillende internationale autosportevenenementen deelnemen. In 1984 eindigde hij met zijn team als vierde in de 24 uur van Le Mans. 
Leopold trad op 21 oktober 1977 in het huwelijk met Ursula Möhlenkamp. Dit huwelijk gold aanvankelijk als morganatisch, maar werd later door het toenmalige hoofd van het huis Wittelsbach, Albrecht van Beieren alsnog ebenbürtig verklaard. Het paar kreeg vier kinderen.
Het echtpaar woont aan de Starnberger See, ten zuidwesten van München. Leopold legt zich toe op liefdadigheid en is een goede vriend van de Zweedse koning Karel XVI Gustaaf, van wiens enige zoon hij de peetoom is. 
- Gemeinsame Normdatei: 118654101
- International Standard Name Identifier: 0000 0003 8546 9977
- Library of Congress Control Number: n84219408
- Virtual International Authority File: 187764965
- WorldCat: E39PBJjT43MQPVg97PhDTJG4MP